# Anna Pettinelli
Anna Pettinelli (Livorno, 28 gennaio 1957) è una conduttrice radiofonica, opinionista e conduttrice televisiva italiana.

## Biografia
La sua carriera è iniziata a 16 anni in alcune radio locali in Toscana. Tra il 1979 ed il 1980 ha svolto brevemente il ruolo di signorina buonasera per l'allora appena inaugurata Rete 3 della Rai (l'attuale Rai 3). Negli anni ottanta è diventata nota al grande pubblico grazie alla conduzione di trasmissioni televisive su reti RAI: dal 1982 al 1987 ha presentato infatti la trasmissione musicale ideata da Gianni Boncompagni Discoring nonché due edizioni del Festival di Sanremo e due edizioni di Un disco per l'estate nel medesimo periodo. Ritornata successivamente in radio, è diventata una presenza fissa nella conduzione delle trasmissioni di RDS.
Nel biennio 2000-2001, ha condotto su Telemontecarlo il talk show notturno Sesso, parlano le donne, caratterizzato dalla presenza in studio di sole donne (moderatrice, ospiti, pubblico). Nel 2009 ha partecipato come opinionista alla quarta edizione del reality show La fattoria, condotto da Paola Perego. Nel 2014 ha preso parte come giudice e coach, a RDS Academy, talent per aspiranti speaker radiofonici. Nel 2016 è stata opinionista di Pomeriggio 5, condotto da Barbara D'Urso. Nel 2019 ha preso parte al programma di Maria De Filippi, condotto da Alessia Marcuzzi, Temptation Island VIP in coppia con l'allora compagno Stefano Macchi. È stata poi ingaggiata come insegnante di canto nel talent show Amici di Maria de Filippi, in sostituzione di Alex Britti nella diciannovesima stagione, e ha partecipato allo spin-off Amici Speciali, come rappresentante di RDS.
Da settembre 2020, è apparsa in qualità di opinionista al programma televisivo di Rai 1 La vita in diretta, condotto dal giornalista Alberto Matano. Nel novembre dello stesso anno è ritornata ad Amici di Maria De Filippi nel nuovo ruolo di insegnante di canto, riaffidatole poi anche nel 2021, nel 2023 (dopo un'edizione d'assenza) e nel 2024.
Tra le altre attività, è stata attrice nei film Sapore di mare 2 - Un anno dopo (1983) e Forever Young (2016), e ha pubblicato il libro umoristico Teorie e tecniche dell'infamia amorosa (2010), scritto assieme a David De Filippi.

## Vita privata
Si è sposata tre volte ma tutti i matrimoni si sono conclusi col divorzio.  Anche due sue successive relazioni sono state di breve durata.
È madre di Carolina Russi, nata nel 1992, speaker radiofonica di Radio Zeta dopo una breve esperienza su RTL 102.5, del medesimo gruppo editoriale.

## Programmi televisivi
- Annunciatrice della Rete 3 (1979-1980)
- Discoring (Rete 1, 1982; Rai 1, 1983-1987)
- Festival di Sanremo (Rai 1, 1983; 1986)
- Un disco per l'estate (Rai 1, 1984-1985)
- Mostra internazionale di musica leggera (Rai 1, 1984; 1986)
- Trenta ore per la vita (Canale 5, Italia 1, Rete 4, 1994; 1999) Inviata
- 29 Settembre - Radio Non Stop Live (Italia 1, 1995)
- Sesso, parlano le donne (TMC, 2000-2001)
- La fattoria (Canale 5, 2009) Opinionista
- RDS Academy (Sky Uno, Real Time, 2014-2018) Giurata
- Pomeriggio Cinque (Canale 5, 2016-2018; 2023) Opinionista
- Vieni da me (Rai 1, 2018-2019)  Opinionista
- Temptation Island VIP (Canale 5, 2019) Concorrente
- Amici di Maria De Filippi (Canale 5,  2019-2021; dal 2023) Insegnante di canto
- Amici Speciali (Canale 5, 2020) Giudice
- La vita in diretta  (Rai 1, 2020-2023) Opinionista
- RDS Showcase (Real Time, 2023-2024) Presentatrice
- Pomeriggio Cinque News  (Canale 5, 2024-2025) Opinionista
- RDS Summer Festival (Sky Uno, TV8, 2025) Presentatrice

## Radio (parziale)
- Teleromacavo (1975)
- Loveland (RDS, 1997-1999)
- Anna & Sergio (RDS, dal 2018)
- RDS Summer Festival (RDS, dal 2022)

## Filmografia

### Cinema
- Sapore di mare 2 - Un anno dopo, regia di Bruno Cortini (1983)
- Forever Young, regia di Fausto Brizzi (2016)
- Che vuoi che sia, regia di Edoardo Leo (2016)

### Web serie
- Forse sono io, regia di Vincenzo Alfieri (2013)

## Opere
- Teorie e tecniche dell'infamia amorosa, con David De Filippi (2010)